# Regimiento Reforzado n.º 9 "Arauco"
El Destacamento de Montaña N°9 “Arauco” del General de División José Manuel Pinto Arias. Fue creado en Chile en la Región de Los Lagos.
Unidad creada el 22 de diciembre del 2004, con la fusión de los regimientos de Ingenieros N° 4, "Arauco" y de Caballería Blindada N° 4 "Coraceros".
Con asiento en la ciudad de Osorno, es dependiente de la III División de Montaña
Esta unidad está conformada por:
- Batallón de Infantería de Montaña N.º 13 "Andalién". (Ex Regimiento de Infantería de Montaña N.º 13 "Andalién")
- Batería de Artillería de Montaña N.° 2 "Maturana". (Ex Regimiento de Artillería N.° 2 "Maturana")
- Compañía de Ingenieros Montaña N.º 12 "Tronador".
- Sección de Telecomunicaciones.

El día 1 de abril, los jóvenes de Osorno y sus alrededores, hacen su ingreso al prestigioso Regimiento Reforzado N°  9 "Arauco" de la ciudad de Osorno.
Luego de once años desde que pasó a denominarse Regimiento Reforzado N° 9 Arauco de Osorno, el 22 de diciembre de 2015 dicha unidad fue elevada a la categoría de Destacamento de Montaña, cambio que responde a un plan de modernización del Ejército y que significará mayores capacidades humanas y materiales.
Esto se enmarca en el plan de modernización institucional del Ejército de Chile, donde se ha dispuesto hacer avanzar la organización militar de regimiento al de un destacamento de montaña, que va a tener mayores capacidades, una mejor organización y con una fuerza mucho más racional en el empleo.
Los ingenieros van a tener que incorporar en su entrenamiento capacidades de montaña, de artillería y medios de telecomunicación.

## Orígenes
Regimiento Arauco durante la Guerra del Pacífico: Regimiento de Zapadores
Los orígenes del actual Regimiento Reforzado N° 9 Arauco, se remontan al Regimiento Zapadores, el cual participó de la Guerra del Pacífico, y cuya ubicación geográfica no se encontraba en Osorno. Su historia podría resumirse de la siguiente manera:
Mediante Decreto Supremo de fecha 24 de abril de 1877 firmado por el presidente Aníbal Pinto, y bajo el mando del Tcl. Gregorio Urrutia, fue creado a base del personal del disuelto batallón 7° de Línea y de otras unidades que en aquella época guarnecían la frontera de Arauco, el Batallón de Línea Zapadores, cuya misión era abrir vías de comunicación, levantar puentes, telégrafos, hospitales y construcciones militares. Su primera ubicación fue el pueblo de Lumaco, provincia de Malleco, Departamento de Traiguén, cerca del límite con la Provincia de Arauco, en atención a la necesidad de reducir las fuerzas indígenas de la Araucanía, quienes se alzaban en rebelión constante.
Al estallar la Guerra del Pacífico, el Batallón de Línea Zapadores se encontraba en la Pacificación de la Araucanía en Lumaco, y con el fin de aportar tropas para las acciones futuras de dicha contienda, la Unidad debió dividirse en dos grupos, uno de ellos bajo el mando del teniente coronel Ricardo Santa Cruz, quien se dirigió al norte para tomar parte en la guerra. El segundo permaneció en Lumaco, bajo el mando de su comandante el teniente coronel don Gregorio Urrutia, con el fin de seguir con la misión de reducir a los indígenas, civilizarlos y hacer progresar ese vasto territorio.
En 1879 el Regimiento Zapadores llega a Antofagasta, donde posteriormente toma parte del Desembarco y combate de Pisagua, de la Batalla de Tarapacá, en la Batalla de Tacna, entre otras acciones bélicas.
Posteriormente a la Guerra del Pacífico, en 1898 el Batallón de Zapadores fue denominado Compañía de Ingenieros Militares N.º 4 Arauco, con guarnición en el pueblo de Angol hasta el año 1900. Poco después cambia su denominación a Compañía de Zapadores N° 3 Arauco, con guarnición en la ciudad de Talca hasta el año 1906.Con motivo de una nueva organización, ese mismo año los ingenieros militares son agrupados en compañías de Zapadores Divisionarias, para un año después, en 1907, se le fija a esta Compañía de Ingenieros Arauco la ciudad de Osorno como su nueva guarnición.